# Сан-Бруно
Сан-Бруно (англ. San Bruno) — город в округе Сан-Матео, штат Калифорния, США. Согласно переписи от 2010 года, население города составляло 41 114 человек.
Город расположен рядом, но не включает в себя международный аэропорт Сан-Франциско (расположенный на немуниципальной территории под юрисдикцией округа) и национальное кладбище Золотые Ворота (собственность федерального правительства).

## Географическое положение
Сан-Бруно расположен между Южным Сан-Франциско и Миллбро, поблизости от международного аэропорта Сан-Франциско и примерно в 19 км к югу от центра Сан-Франциско. По данным бюро переписи населения США общая площадь города составляет 14,1 км², она вся является сушей. Город простирается преимущественно от плоских низменностей близ залива Сан-Франциско к предгорьям возвышенностей Санта-Круз, возвышающихся до высоты 183 м над уровнем моря в Кристмуре и 213 м над уровнем моря в районе возвышенности Портола. Городская мэрия Сан-Бруно официально находится на высоте 12,5 м над уровнем моря.
Части парка Миллс, Кристмура и Роллингвуда очень холмистые и представляют собой каньоны и ущелья. В сторону залива Сан-Франциско их холмов вытекает множество ручьёв, которые сейчас направлены в водопропускные трубы. К западу от бульвара Скайлайн за пределами города находится озеро Сан-Андреас, давшее название известному разлому Сан-Андреас в 1895 году. Озеро является одним из нескольких источников, используемых департаментом водного хозяйства Сан-Франциско для обеспечения водой самого Сан-Франциско и некоторых населённых пунктов в округе Сан-Матео, включая Сан-Бруно.

## История

### Ранняя история
На месте Сан-Бруно ранее находилась деревня олоней Уребуре. Её впервые обнаружил испанский первопроходец Гаспар Портола-и-Ровира в ноябре 1769 года. После него местность более детально обследовал Бруно де Хечета. Именно он назвал ручей Сан-Бруно в честь католического святого Бруно Кёльнского, основателя монашеского ордена. Судя по всему, название ручья позднее дало имя всему поселению.
Первое отделение почты США в Сан-Бруно было открыто в 1875 году. Ныне почтовое отделение, облуживающее индекс 94066, находится на Хантингтон-Авеню рядом с торговым центром Танфоран.

### XX век
По-настоящему город вырос после землетрясения в 1906 году. В конце этого года была закончена первая общеобразовательная школа в городе. В 1910 году была построена начальная школа Эджмонт, все занятия были перенесены туда. Другая школа — Норс-Бро была открыта в 1912 году. Среди её ранних учеников был будущий актёр Эдди «Рочестер» Андерсон.
Сан-Бруно является местом рождения морской авиации. 18 января 1911 года лётчик Юджин Илай взлетел с лётного поля Танфоран и впервые в истории удачно посадил самолёт на морское судно — броненосец Пенсильвания, стоявший на якоре в заливе. В начале 1927 года рядом с городом появился международный аэропорт Сан-Франциско включавший метеостанцию по сей день используемую Национальной метеорологической службой. В тот же год его посетил Чарльз Линдберг во время тура по США после своего первого в мире успешного одиночного трансатлантического перелёта. Однако, его знаменитый самолёт «Дух Сент-Луиса» застрял в грязи грунтового лётного поля.

## Экономика
В городе расположена штаб-квартира компании YouTube, являющейся крупнейшим работодателем в городе.

## Города-побратимы
- Нарита, Япония